# Baidoceracris zolotarevskyi
Baidoceracris zolotarevskyi är en insektsart som beskrevs av Lucien Chopard 1947. Baidoceracris zolotarevskyi ingår i släktet Baidoceracris och familjen gräshoppor. Inga underarter finns listade i Catalogue of Life.